# 蔣立鏞
蔣立鏞（1782年—1842年），字序東，號笙陔，湖北天門人，清代狀元。

## 生平
乾隆四十七年（1782年）生於天門淨潭鄉七屋台村。嘉慶九年（1804年）鄉試中舉。嘉慶十六年（1811年）辛未科殿試中狀元，與林則徐（二甲四名）同科。授翰林院修撰。嘉慶十八年（1813年），任河南鄉試副主考官，嘉慶二十四年（1819年），任廣西鄉試主考官。道光二十一年（1841年）年扶父靈歸鄉，道光二十二年（1842年）卒於故里。

## 家族
父蔣祥墀。